# Crisi energètica de la dècada del 2000
Durant la crisi energètica de la dècada de 2000, que va començar entre el 2003 i el 2005, es va produir un increment en el preu del petroli que va portar a xifres rècord durant la primera meitat del 2008. Entre la meitat de la dècada de 1980 i el setembre del 2003, el preu ajustat a la inflació d'un barril de petroli al NYMEX es trobava per sota dels 25 dòlars per barril. Durant el 2003, el preu va pujar fins als 30 dòlars, l'11 d'agost de 2005 havia arribat als 60 dòlars i va assolir un pic el juliol de 2008, amb 147,3 dòlars per barril. Aquest increment s'ha atribuït a diversos factors, entre els quals les tensions a l'Orient Mitjà, la demanda en auge de la Xina, la devaluació del dòlar americà, informes que mostraven un declivi en les reserves petrolíferes, preocupacions pel pic petrolier i l'especulació financera.
Durant un període, els esdeveniments geopolítics i els desastres naturals tenien fortes repercussions en el preu del petroli a curt termini, com les proves de míssils de Corea del Nord l'any 2006, la guerra del Líban del mateix any, les preocupacions pel programa nuclear d'Iran, l'huracà Katrina i altres factors diversos. El 2008, aquestes pressions semblaven tenir un impacte insignificant als preus del petroli a causa de l'inici de la Gran Recessió. Aquesta recessió va causar un declivi en la demanda d'energia a finals de 2008, que va portar els preus del petroli a caure des dels 147 dòlars per barril del juliol de 2008 fins als 32 dòlars el desembre del mateix any. Tanmateix, s'ha disputat que les lleis de l'oferta i la demanda del petroli poguessin ser les responsables per una caiguda de gairebé el 80% en el preu del petroli en un període de 6 mesos. El preu del barril de petroli s'havia estabilitzat l'agost de 2009, i va romandre entre els 70 i els 120 dòlars fins al novembre de 2014, abans de tornar a nivells anteriors a la crisi a principis de 2016.